# Arco del Jurado

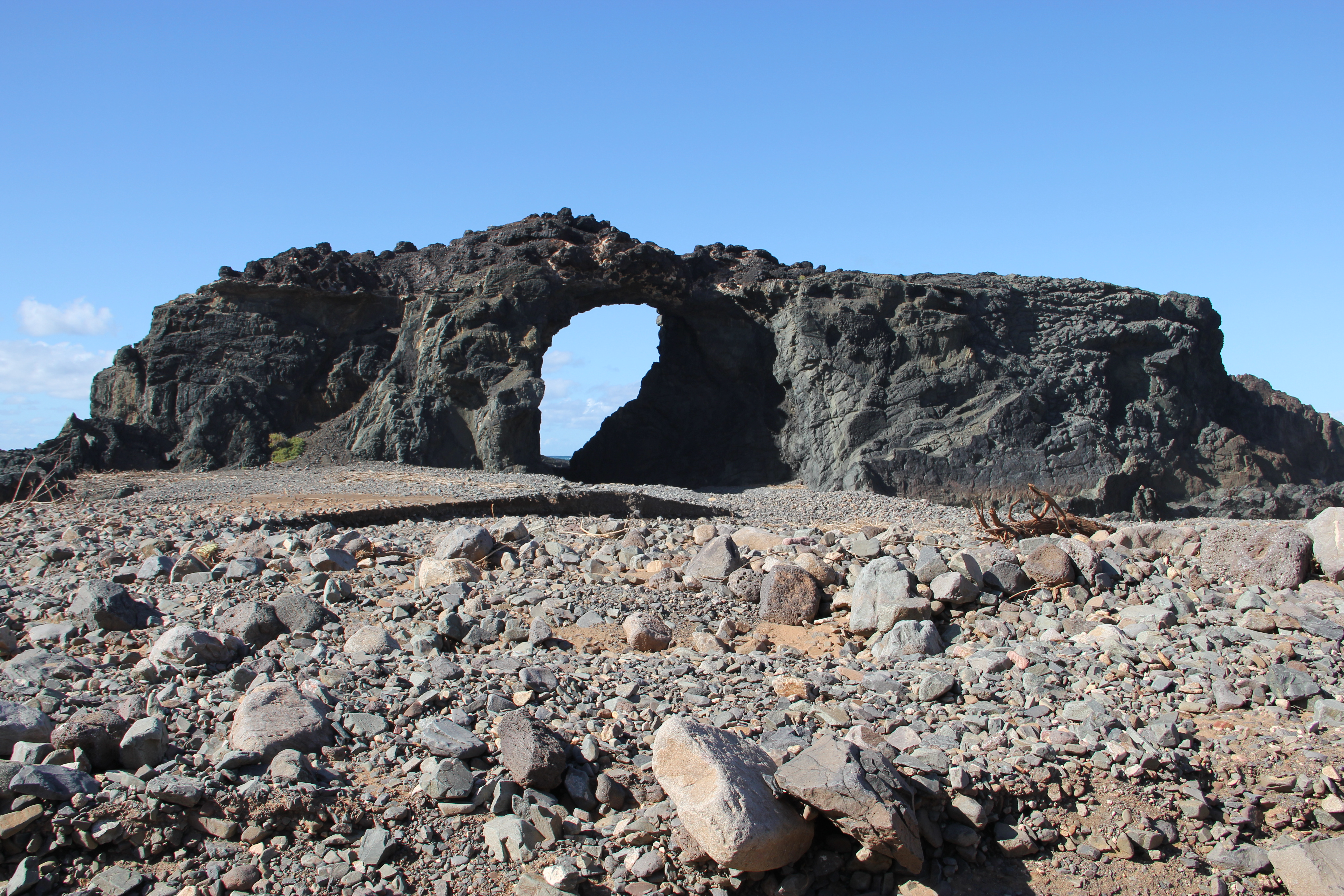
Arco del Jurado

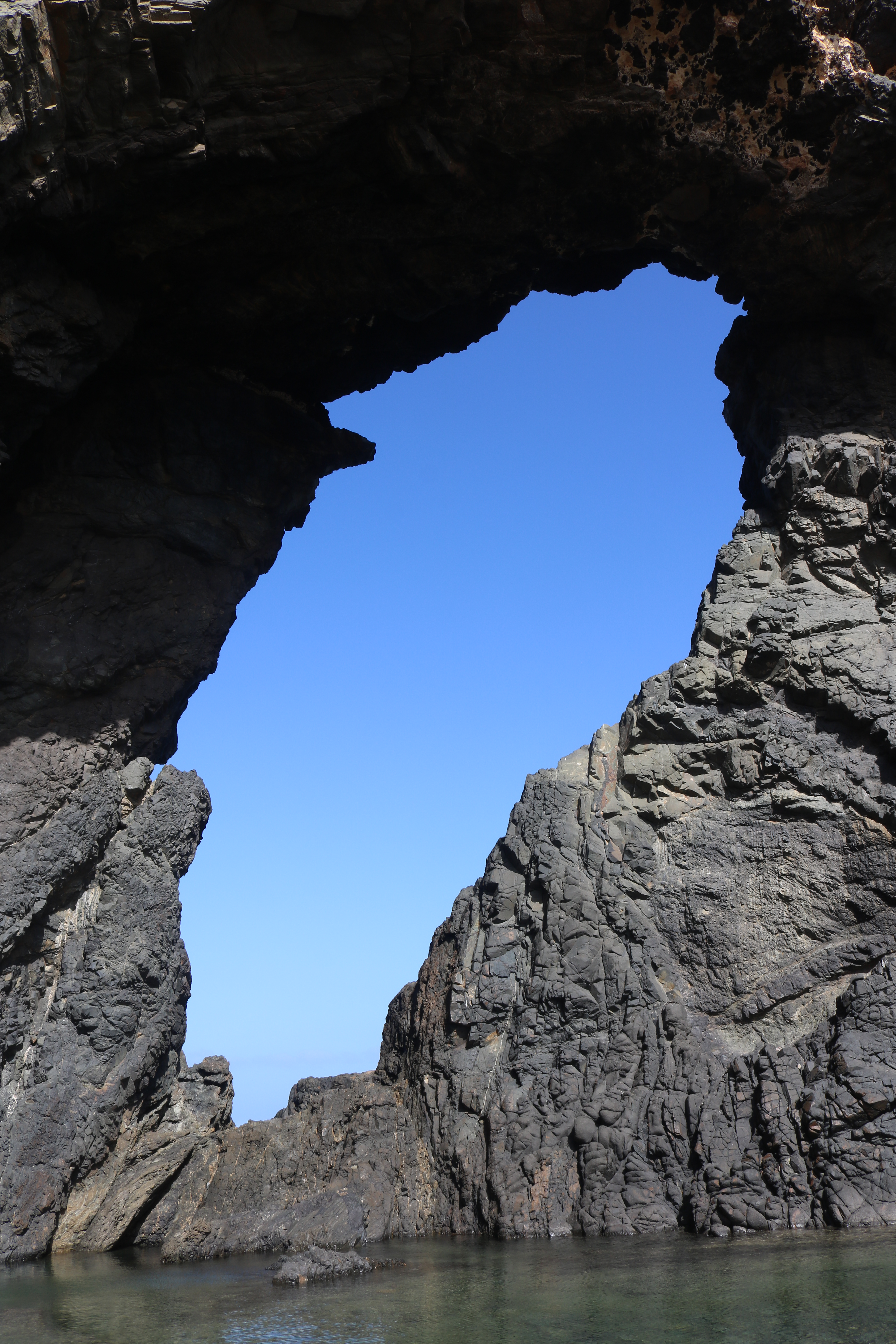
Felsentor

Der  Arco del Jurado (auch Peña Horadada) ist ein Felsentor an der Westküste der zu Spanien gehörenden Kanarischen Insel Fuerteventura. Die brückenartige Gesteinsformation zählt zu den landschaftlichen Wahrzeichen Fuerteventuras und ist beliebtes Wanderziel.

## Lage und Größe
Der Arco del Jurado befindet sich in der Gemeinde Pájara knapp zwei Kilometer nördlich des kleinen Küstenortes Ajuy (auch Puerto de la Peña) an der Westküste von Fuerteventura. Von Pájara aus wird Ajuy auf der FV-621 erreicht.
Die natürlich entstandene „Felsenbrücke“ mit einer Breite von gut 100 Meter und einer etwa fünfzehn mal sieben Meter großen Öffnung steht direkt an der Mündung des Barranco del Jurado (auch Barranco de la Peña).

## Geschichte
Am Arco del Jurado soll um 1405 der französische Entdecker Jean de Béthencourt als erster Europäer den Boden von Fuerteventura betreten und von dort aus die Eroberung der Insel begonnen haben. Die Begebenheit lässt sich nicht exakt belegen, manche Quellen geben den Namen von Béthencourts Weggefährten, Gadifer de La Salle, an.

## Zugang
Von Ajuy aus ist das Felsentor im Rahmen einer kurzen Wanderung erreichbar. Auf halbem Weg kommt man an den Cuevas de Ajuy, zwei in die Steilküste der Caleta Negra eingelassenen Höhlen, vorbei. Vor dem Felsentor gibt es eine natürliche Gumpe und daneben einen Kiesstrand, der allerdings nicht badetauglich ist.

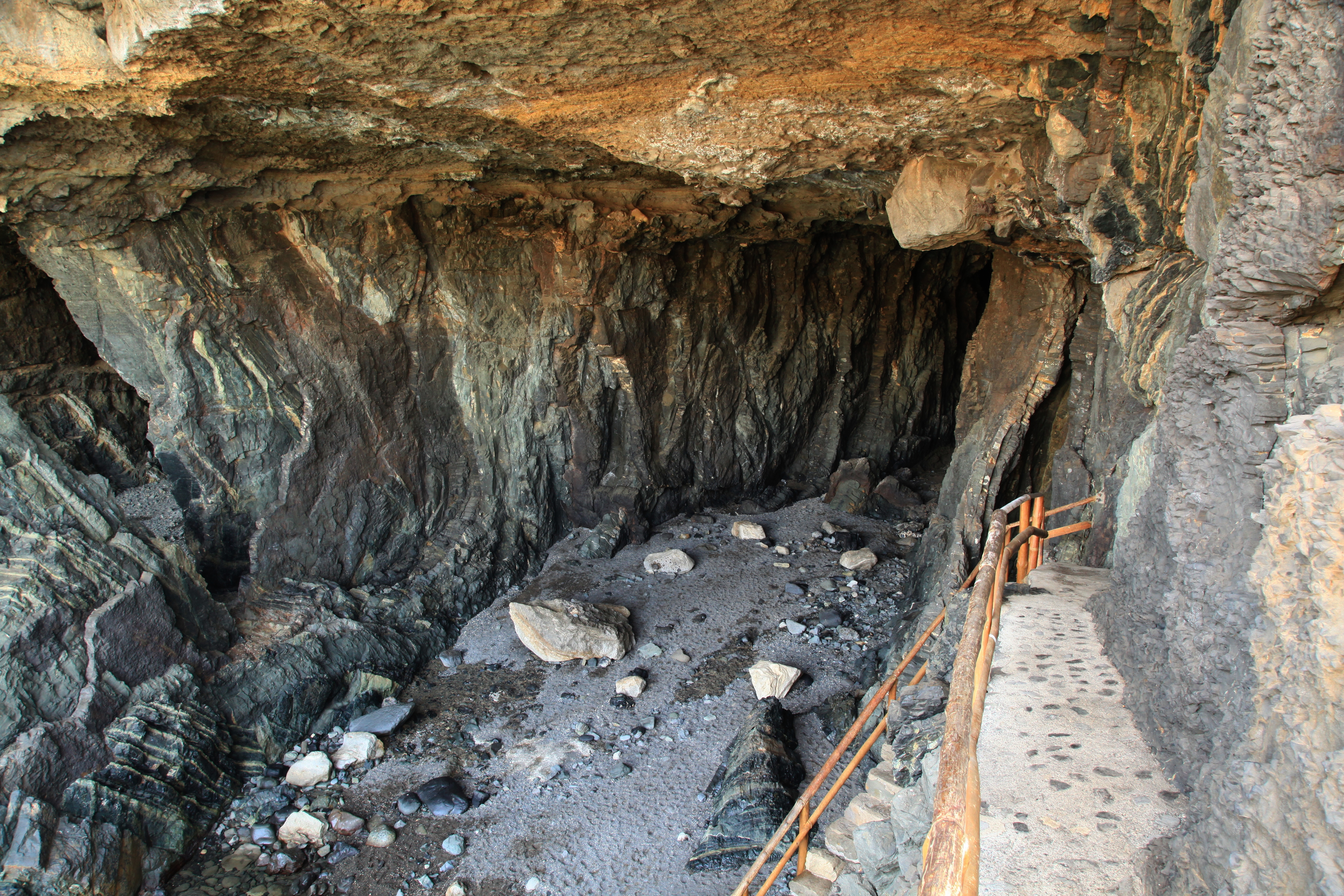
Cuevas de Ajuy

## In der Nähe
- Arco de las Peñitas